# ХК Вијена капиталс
Вијена капиталс је аустријски хокејашки клуб из Беча. Утакмице као домаћин игра у дворани Алберт Шулц, капацитета 4500 места. Клуб се тренутно такмичи у аустријској ЕБЕЛ лиги.

## Историја
Хокеј у Бечу има дугу традицију. Златно доба бечког хокеја је било пре Другог светског рата када је првенством доминирао Вијенер ЕВ. После рата Бечлије освајају још неколико титула, последњу 1961. године. Крајем деведесетих година долази до финансијске кризе која узрокује гашење више клубова, па тако Беч у сезони 2000/01. остаје без представника у највишем рангу такмичења.
Године 2000. оснива се нови клуб, Вијена капиталс који већ у сезони 2001/02. стиче право наступа у првој лиги. У првој сезони клуб осваја четврто место у лиги и долази до полуфинала плеј офа. Прву и за сада једину титулу клуб је освојио 2005 када је у финалној серији у седам утакмица побеђен Клагенфурта. У следеће четири сезоне Бечлије испадају у полуфиналу плеј офа, сваки пут против Ред бул Салцбурга. У сезони 2009/10. Вијена је имала најскупљу, можда и најквалитетнију екипу у ЕБЕЛ-у. Иако су релативно лагано прошли Албу волан у четвртфиналу, у полуфиналу су изгубили од Линца у седам утакмица, иако су након прве три утакмице водили са 3:0.

## Трофеји
- Хокејашка лига Аустрије:
  - Првак (1) : 2004/05.